# Liburnia hemifusca
Liburnia hemifusca är en insektsart som först beskrevs av Melichar 1914.  Liburnia hemifusca ingår i släktet Liburnia och familjen sporrstritar. Inga underarter finns listade i Catalogue of Life.